# دامليجا (أديامان)
دامليجا (بالكردية: Damlice‏) (بالتركية: Damlıca)‏ هي قرية تتبع إداريّاً لمديرية أديامان في محافظة أديامان التركية الواقعة في جنوب شرق الأناضول. بلغ عدد سكانها 166 نسمة في عام 2021.